# Biquinhas
Biquinhas là một đô thị thuộc bang Minas Gerais, Brasil. Đô thị này có diện tích 457,226 km², dân số năm 2007 là 2592 người, mật độ 5,8 người/km².